# Ford Mustang
Форд мустанг (енгл. Ford Mustang) је серија америчких аутомобила које производи Форд од 1964. године. 

## Историјат
Алтернативно гледиште је било да је Роберт Џ. Егерт, менаџер за истраживање тржишта Форд одељења, први предложио име мустанг. Егерт, узгајивач кварталних коња, добио је рођендански поклон од своје супруге у књизи Мустанзи од Џеј Френка Добија 1960. године. Касније му је наслов књиге дао идеју да дода име „Мустанг“ за Фордов нови концепт аутомобил. Дизајнер је преферирао кугар (раније стајлинг долара се може видети са амблемом кугар решетке) или Торино (рекламна кампања са именом Торино је заправо припремљена), док је Хенри Форд II желео Т-бирд II.  Као особа одговорна за Фордово истраживање потенцијалних имена, Егерт је додао „Мустанг“ на листу коју ће тестирати фокус групе; "Мустанг", са великом разликом, дошао је на прво место под насловом: "Погодност као назив за специјални аутомобил". Међутим, назив није могао да се користи у Немачкој јер је био у власништву компаније Круп, која је између 1951. и 1964. производила камионе под називом „Мустанг“. Форд је одбио да купи име за око 10,000 долара (еквивалентно 101,38 долара године 2024)  из Крупа у то време. Крајдлер, произвођач мопеда, такође је користио то име, па су се мустанги продавали у Немачкој као „Т-5с“ до децембра 1978. године. Иако се мустанг никада до своје шесте генерације није продавао у Европи, ипак је и у Европи дизајнирана унутрашњост шесте генерације, а унутрашњост је дизајнирао босанско-немачки дизајнер Кемал Цурић. Прва генерација је лансирана 1964. године, а актуелна генерација је седма генерација.

### Име
Мустанг је тренутно најдуже произведени Фордов аутомобил са ознаком. Тренутно у својој шестој генерацији, то је пети најпродаванији Форд аутомобил. Имењак аутомобилског сегмента "пони аутомобила", мустанг је развијен као високо стилизована линија спортских купеа и кабриолета изведених из постојећих линија модела, који су се у почетку разликовали по пропорцијама "дуга хауба, кратка палуба". Првобитно предвиђено да ће се продавати 100.000 возила годишње, мустанг из 1965. постао је најуспешније лансирање возила од модела А из 1927. године. Представљен 17. априла 1964. (16 дана након Плимут баракуде), преко 400.000 јединица је продато у првој години; милионити мустанг је продат у року од две године од лансирања.  У августу 2018. Форд је произвео 10-милионити мустанг; Поклапајући се са првим мустангом из 1965. године, возило је било Вимбледон Вхите кабриолет из 2019. са В8 мотором. Успех лансирања мустанга довео је до више конкурената других америчких произвођача, укључујући Шевролет камаро и Понтијац фиребирд  (1967), АМЦ џевелин (1968) и Доџ чаленџер (1970). Такође се такмичио са Плимут Баракудом, која је лансирана отприлике у исто време. Мустанг је такође имао утицаја на дизајн купеа широм света, што је довело до маркетинга Тојоте селика и Форд капри у Сједињеним Државама (потоњи, компаније Линколн-Меркјури). Меркјури кугар је лансиран 1967. године као јединствена алтернатива мустангу више опреме; током 1970-их, укључивао је више функција и био је на тржишту као луксузни аутомобил. Од 1965. до 2004. године, мустанг је делио заједничку шасију са другим Фордовим моделима, остајући са погоном на задње точкове током целе производње. Од 1965. до 1973. Мустанг је изведен из компактног Форд фалкон из 1960. године. Од 1974. до 1978. године, мустанг (означен као мустанг II) је био верзија Форд пинта са дужим међуосовинским растојањем. Од 1979. до 2004. мустанг је своју шасију Фокс платформе делио са 14 других Фордових возила (што је постало последње које је користило Фокс архитектуру). Од 2005. године, Форд је произвео две генерације мустанга, од којих свака користи посебну платформу јединствену за линију модела. Кроз његову производњу, вишеструке таблице са именом су повезане са серијом Форд мустанг, укључујући ГТ, меч 1, бос 302/429, кобра (одвојено од шелби кобра) и Булит, заједно са ознакама на блатобранима "5.0" (означава 4.9 Л ОХВ или 5.0 Л ДОХЦ В8 мотори).

### Прва генерација (1964–1974)
Помоћник генералног директора и главни инжењер Лија Јакоке, Доналд Н. Фреј је био главни инжењер за пројекат Т-5 - надгледао је целокупни развој аутомобила за рекордних 18 месеци  - док је лично Јакока заступао пројекат као Форд Генерални директор дивизије. Прототип Т-5 је био роудстер са два седишта, средње постављеним мотором. Ово возило користило је немачки Форд таунус В4 мотор.
Оригинални концептни аутомобил Форд мустанг I са два седишта из 1962. еволуирао је у концептни аутомобил мустанг II са четири седишта из 1963. године који је Форд користио да унапред тестира како ће јавност заинтересовати за први серијски мустанг. Концептни аутомобил мустанг II из 1963. дизајниран је са варијацијом предњег и задњег дела производног модела са кровом од 686 мм ниже. Првобитно је био заснован на платформи друге генерације северноамеричког Форд фалкона, компактног аутомобила. Дизајн са стране Гала Халдермана је основа за први модел од глине.
Форд мустанг је почео да се производи пет месеци пре нормалног почетка 1965. године производње. Ране производне верзије се често називају „модели из 1964½“, али сви мустанзи су оглашени, ВИН кодирани и насловљени од стране Форда као модели из 1965. године, иако су мања ажурирања дизајна у августу 1964. на званичном почетку 1965. године производње допринела праћењу 1964. података о производњи одвојено од података из 1965. (види податке испод). са почетком производње у Дирборну, Мичиген, 9. марта 1964; нови аутомобил је 14. априла 1964. први пут продат јавности, пре него што је уопште представљен 17. априла 1964. на Светском сајму у Њујорку. Доступни стилови каросерије су укључивали тврди кров са двоја врата и кабриолет, са брзим беком „2+2“ који је додат у линију у септембру 1964. године. Вимблдон Вајт (шифра боје П)  кабриолет са црвеном унутрашњошћу коришћен је као пласман производа када је филм о Џејмсу Бонду Голдфингер објављен 17. септембра 1964. на његовој премијери у Лондону, где је Бонд девојка Тили Мастерсон била у жустрој потери са Џејмсом возећи Астон Мартин ДБ5 у швајцарским Алпима. Тропикал Тиркиз (код боје О)  купе је поново коришћен у следећем филму Операција Гром на премијери у Токију 9. децембра 1965. са Бонд девојком Фионом Волпе док вози Џејмса да се састане са зликовцем Емилиом Ларгом у његовом имању веома великом брзином. преко Бахама.
Следећег јутра, на дан када је аутомобил "званично" откривен, појавили су се повољни рекламни чланци у 2.600 новина. Аутомобил са четири седишта са пуним простором за предња седишта и задњу клупу био је стандардан. „Фастбек 2+2“, први пут произведен 17. августа 1964. године, затворио је простор пртљажника под замашном спољашњом линијом сличној другој серији корвета стинг реј и европским спортским аутомобилима као што је Јагуар Е-тајп купе.
Да би се постигла оглашена цена од 2,368 долара,  мустанг је био у великој мери заснован на познатим, али једноставним компонентама, од којих су многе већ биле у производњи за друге Фордове моделе.  Многе (ако не и већина) компоненти унутрашњости, шасије, вешања и погона су изведене из оних које се користе на Фордовим фалконом и фајрлејном. Ова употреба уобичајених компоненти је такође скратила криву учења за раднике на монтажи и поправци, док је у исто време омогућила дилерима да преузму мустанг без потребе да улажу у додатни инвентар резервних делова како би подржали нову линију аутомобила. Оригиналне прогнозе продаје предвиђале су мање од 100.000 јединица за прву годину. Ова оцена је премашена за три месеца од увођења. Још 318.000 ће бити продато током модела године (рекорд), а у првих осамнаест месеци произведено је више од милион мустанга.
Неколико промена је направљено на традиционалном отварању нове модел године (почетак августа 1964), укључујући додавање резервних светла на неким моделима, увођење алтернатора за замену генератора, надоградњу шестоцилиндричног мотора са 2.8 до 3.3 L са повећањем са 101 до 120 кс (75 до 89 кВ) и надоградњу V8 мотора од (4.3 до 4.7 L) са повећањем од 164 до 210 кс (122 до 157 кВ). Ужурбаност производње укључивала је неке необичне карактеристике, као што је прстен са сиреном са логом „Форд фалкон“ прекривен украсним прстеном са логотипом „Форд мустанг“. Ове карактеристике су направиле довољну разлику да оправдају означавање 121.538 раних верзија као „1964½“ мустанг, што је разлика која је опстала код пуриста.
Фордови дизајнери су почели да праве веће верзије чак и када је оригинал постизао успех у продаји, и док се „Јакока касније жалио на раст мустанга, он је надгледао редизајн из 1967. године“. Од 1967. до 1973. мустанг је постао већи, али не нужно и моћнији. мустанг је преуређен, дајући мустангу масивнији изглед у целини и омогућавајући да се по први пут понуди велики блок мотора. Стајлинг предњег и задњег краја био је израженији, а инструмент табла "твин кав" нуди дебљи пад и веће мераче. Стилови каросерије са тврдим кровом, фастбацком и кабриолетом су настављени као и раније. Отприлике у то време, мустанг је био упарен са варијантом Меркјури, названом кугар, која је користила сопствене стилске ознаке, као што су лого „мачке која лута“ и скривена четворострука предња светла. Нови безбедносни прописи америчке Националне администрације за безбедност саобраћаја на путевима (НХТСА) за 1967. укључивали су стуб волана и точак који апсорбују енергију, 4-смерне светлуцаче за хитне случајеве и хидраулички систем кочења са два круга и мекше унутрашње дугмад.

#### Модели
Почевши од 1969. године, да би се подстакла продаја и наставила победничка формула мустанга, постале су доступне разне нове перформансе и декоративне опције, укључујући функционалне (и нефункционалне) ваздушне лопатице, везице за каблове и игле, и крила и чин спојлери. Поред тога, представљени су различити пакети перформанси који су укључивали меч 1, бос 302 и бос 429. Два модела бос требало је да хомологују моторе за трке. Мустанг из 1969. је био последња година за ГТ опцију (иако се вратио на трећу генерацију мустанга за моделску годину 1982). Четврти модел доступан само као тврди кров, Гранд, постигао је успех почевши од 1969. године са својом меком вожњом, „луксузном“ опремом, 25 кг додатног пригушивања звука и симулиране дрвене облоге.

### Друга генерација (1974–1980)
Јакока, који је био једна од снага иза оригиналног мустанга, постао је председник Форд 1970. и наручио је мањи, штедљивији мустанг за 1974. У почетку је требало да буде заснован на Форду маверик, али је на крају био заснован на субкомпакту Форд пинто.
Нови модел, назван „Мустанг II“, представљен је 21. септембра 1973. године, два месеца пре прве нафтне кризе 1973. године, а његова смањена величина му је омогућила да се такмичи са успешним увезеним спортским купеима као што су јапански Датсун 240З, Тојота селика и европски Форд капри  (тада произведен Форд у Немачкој и Британији, а продат у САД од стране Меркјурија као аутомобил из увоза). Продаја у првој години износила је 385.993 аутомобила, у поређењу са 12-месечним рекордом оригиналног Мустанга од 418.812.  На крају крајева, Мустанг II је био рани пример смањења броја који ће се десити међу великом тројком Детроита током „ере слабости“.
Јакока је желео да нови аутомобил, који је Мустангу вратио претходнику из модела из 1965. по величини, облику и укупном стилу,  да буде завршен по високим стандардима, рекавши да би требало да буде „мали драгуљ“.  Не само да је био мањи од оригиналног аутомобила, већ је био и тежи, захваљујући додатку опреме потребне за испуњавање нових америчких прописа о емисији и безбедности. Перформансе су смањене, и упркос новом руковању и техничким карактеристикама аутомобила, амблем мустанга у галопу је „постао мање мишићав коњ који је изгледало као да галопа “. 
Мотори за моделе из 1974. укључивали су поштовани 2.3 Л И4 од Пинто и 2.8 Л Келн В6 из Меркјури капри. Модел из 1975. године поново је представио 302 cu in (4,9 L) Виндсор В8 који је био доступан само са аутоматским мењачем Ц-4, серво кочницама и серво управљачем. Ово се наставило до краја производње 1978. Остали мењачи били су РАД са четири брзине са јединственим степеном преноса за сва три мотора, и Ц-3 аутоматски иза 2.3 Л и 2.8 Л. „5.0 Л" маркетиншка ознака није примењивана све до модела кинг кобра из 1978. године. Све 302 цу ин (4,9 Л) Опремљени мустанг II, осим кинг кобра, добили су ажуриране верзије класичног Фордовог "В8" амблема на сваком предњем блатобрану.

Аутомобил је био доступан у купе и хечбек верзијама, укључујући "луксузни" модел гија који је дизајнирао Фордов недавно купљен гија из Италије. Купе је био на тржишту као "тврди кров", али је заправо имао танак "Б" стуб и прозоре на задњем делу који се нису спуштали. Међутим, сви Мустанги ове генерације су имали стакло на вратима без оквира. „Гија“ је имала дебело подстављен кров од винила и мање прозоре на задњем делу, дајући формалнији изглед. Модели из 1974. били су: тврди кров, хечбек, меч 1 и гија. Промене уведене за 1975. укључивале су доступност модела "МПГ" који је имао другачији однос задње осовине за бољу економичност горива. 1976. додао је пакет опреме "Сталајн". Меч 1 је остао током животног циклуса 1974–1978. Друге промене у изгледу и перформансама дошле су са верзијом „кобра II“ 1976–1978 и „Кинг кобра“ 1978. године, од којих је направљено око 4.972. Хечбек модели из 1977–1978 у свим нивоима опреме сада су били доступни са опцијом Т-топ крова, која је укључивала кожну торбу за одлагање која се копчала на врх грба резервне гуме.
- II генерација, предњи поглед, фестбек
- II генерација, предњи поглед, купе
- II генерација, задњи поглед, кабриолет

### Трећа генерација (1979–1994)
Мустанг из 1979. је био заснован на већој Фокс платформи (првобитно развијеној за Форд фајрмонт и Меркјури зефир из 1978.). Већа каросерија са повећаним међуосовинским растојањем дала је више унутрашњег простора за четири путника, посебно на задњем седишту, као и већи пртљажник и већи моторни простор.
Од 1979. до 1986., капри је био домаћа производња као верзија мустанга са Меркјури ознаком, користећи неколико сопствених стилских ознака.
Мустанг је прославио своју 20. годишњицу специјалним моделом ГТ350 у белој боји са црвеним ентеријером и црвеним тракама на доњем делу каросерије. Мустанги из 1985. су добили још један рестил предње маске.
Као одговор на лошу продају и ескалацију цена горива током раних 1980-их, нови мустанг је био у развоју. То је требало да буде варијанта Мазде MX-6 састављене у АутоАлајнс Интернешионал у Флат Року (Мичиген). Ентузијасти су писали Форду да се противе предложеној промени мустанга јапанског дизајна са погоном на предње точкове без В8 опције. Резултат је био наставак постојећег мустанга, док је варијанта Мазда MX-6 имала промену имена у последњем тренутку из мустанг у Форд проуб и објављена је као модел из 1989.
Мустанг је 1987. године претрпео велики рестилизација, укључујући унутрашњост, која га је пренела до краја 1993. године модела.

У оквиру новоосноване Форд СВТ дивизије, Форд мустанг СВТ кобра и кобра Р из 1993. су додати као посебни модели високих перформанси.
- III генерација, предњи поглед, Хечбек (Комбилимузина)
- III генерација, предњи поглед, Купе
- III генерација, предњи поглед, Кабриолет

### Четврта генерација (1994–2005)
У новембру 1993. мустанг је дебитовао са својим првим великим редизајнирањем у последњих петнаест година. Под кодним називом „СН95“ од стране произвођача аутомобила, био је заснован на ажурираној верзији Фокс платформе са погоном на задње точкове под називом „Фокс-4“. Нови стил Патрика Скјавонеа укључивао је неколико стилских назнака ранијих мустанга. По први пут од његовог представљања 1964. године, ночбек купе модел није био доступан. Прозори на вратима на купеу поново су били без оквира; међутим, аутомобил је имао фиксни "Б" стуб и задња стакла.

Ова генерација је продата у Аустралији између 2001. и 2002. године, како би се такмичила против Холден монара (који је на крају постао основа за поново рођени Понтијак ГТО). Због чињенице да мустанг никада није био дизајниран за волан на десној страни, Форд Аустралија је уговорио Тикфорд Виикл Инџинеринг да конвертује 250 мустанга и модификује их тако да испуњавају аустралска правила дизајна годишње. Трошкови развоја за редизајн компоненти и постављање производног процеса били су  A$. Продаја није испунила очекивања, делом због високе продајне цене. Укупно, само 377 мустанга је продато у Аустралији између 2001. и 2003. У промотивне сврхе, Форд Рејсинг Аустралија је такође направио Мустанг В10 кабриолет, који је покретао Форд модулар 6.8 Л В10 мотор из америчке Ф серије камиона, али је опремљен аустралијским Спринтекс компресором.
- IV генерација, предњи поглед
- IV генерација, предњи поглед, кабриолет
- Ентеријер
- IV генерација, редизајн, предњи поглед

### Пета генерација (2005–2015)
Форд је представио редизајнирани мустанг из 2005. године на међународном сајму аутомобила у Северној Америци 2004, под кодним називом „С197“, који је био заснован на новој Д2Ц платформи. Развијен под руководством главног инжењера Хау Тај-Танга, инжењера ветерана за Фордов ИндиКар програм под Мариом Андреттијем, и дизајнера екстеријера Сида Рамнараса,  стил мустанга пете генерације одјекује фестбек мустанг моделима из касних 1960-их. Фордов виши потпредседник дизајна, Џеј Мејс, назвао је то " ретро-футуризмом". Мустанг пете генерације произведен је у фабрици у Флат Року у Мичигену .
За 2005. до 2010. године производње, основни модел је покретао 210 КС (157 КВ) блок од ливеног гвожђа 4.0 Л СОХЦ В6, док је ГТ користио алуминијумски блок 4.6 Л СОХЦ модуларни В8 са три вентила са променљивим темпом брегасте осовине (ВЦТ) који је произвео 300 КС (224 КВ). Основни модели имали су Тремек Т5 петостепени мануелни мењач са Фордовим 5Р55С петостепеним аутоматским мењачем који је био опциони. Аутоматски ГТ-ови су такође имали ово, али ручни ГТ-ови су имали Тремек ТР-3650 са пет брзина.

Мустанг из 2010. године је представљен у пролеће 2009. са редизајнираним екстеријером — који је укључивао секвенцијална ЛЕД задња светла — и смањеним коефицијентом отпора од 4% на основним моделима и 7% на ГТ моделима. Мотор за основне Мустанге остао је непромењен, док је ГТ 4.6 Л В8 је ревидиран што је резултирало 315 кс (235 кВ) на 6.000 о/мин и 441 Нм обртног момента на 4,255 рпм. Остале механичке карактеристике укључују нове опруге и амортизере, систем контроле вуче и стабилности који је стандардан на свим моделима и нове величине точкова.
- V генерација, предњи поглед
- V генерација, задњи поглед, кабриолет
- V генерација, редизајн, предњи поглед
- V генерација, редизајн, задњи поглед, купе
- V генерација, редизајн, задњи поглед, кабриолет

### Шеста генерација (2014–)
Мустанг шесте генерације представљен је 5. децембра 2013. у Дирборну, Мичиген; Њујорк; Лос Анђелес, Калифорнија; Барселона, Шпанија; Шангај, Кина; и Сиднеј, Аустралија. Интерни кодни назив пројекта је С550. 
Промене укључују каросерију проширену за 38.1 инча и спуштену за 1,4 инча, трапезоидну решетку и доњи поклопац од 69.85 милиметара, као и нове боје. Запремина путника је повећана на 2 392, међуосовинско растојање је и даље 2 438 милиметара, а доступне су три опције мотора: новоразвијени 2.3L EcoBoost GTDi 310 КС четвороцилиндрични представљен како би достигао високе тарифе на глобалним тржиштима попут Кине,  3.7 Л 300 хп В6,  или 5.0 Л Којот 435 КС В8, са Гетрак шестостепеним мануелним или шестостепеним аутоматским мењачем са ручицама.
Нови независни систем задњег вешања (ИРС) развијен је посебно за нови модел.  Такође је постала прва фабрика верзија дизајнирана као извозни модел са воланом на десној страни која ће се продавати у иностранству преко Форд дилера нових аутомобила на тржиштима десног волана. Током ове године модела, верзије са воланом на левој страни проширене су на нова извозна тржишта.
У фебруару 2015. мустанг је добио оцену од пет звездица од Националне управе за безбедност саобраћаја на аутопуту (НХТСА) за предњу, бочну заштиту и заштиту од судара при превртању.
У мају 2015., Форд је повукао 19.486 Форд мустанга из 2015. са 2.3 Л EcoBoost GTDi четвороцилиндрични мотор са турбопуњачем са датумом производње између 14. фебруара 2014. и 10. фебруара 2015. године, који су произведени у фабрици Флат Рок. Од јуна 2015. године, милион ,устанга (између 2005. и 2011.) и ГТ-а (између 2005. и 2006.) је погођено опозивом ваздушних јастука које је направила корпорација Таката. То је било након што је Таката објавила да повлачи 33,8 милиона возила у САД због ваздушних јастука који би могли експлодирати и послати металне комаде који лете на возаче и путнике.
Euro NCAP је тестирао европску верзију Мустанга са воланом на левој страни (ЛХД) за 2017. која је добила само две звездице због недостатка аутоматских безбедносних функција као што су помоћ у траци и аутоматско кочење. Euro NCAP је такође указао на недовољан притисак ваздушног јастука због чега је глава возача ударила о волан. На тесту у пуној ширини, путник позади је проклизао испод сигурносног појаса.
У моделској години 2020. поново је представљен ГТ500. 2020 ГТ500 укључује ручно направљен 5,2-литарски „Предатор” В8 мотор од легуре алуминијума са 2,65-литарским компресором типа роот. Шелби ГТ500 производи 760 КС (567 КВ) и 847 Нм обртног момента. ГТ350 је укинут на крају 2020. године модела.

За моделску годину 2021, Форд је поново увео меч 1 након 17 година паузе. 2021 меч 1 користи тренутни мотор Којот 5.0 Л са ГТ350 деловима, укључујући усисну грану, повећавајући перформансе на 480 КС (358 КВ) при 7.000 о/мин и 569 Нм при 4.600 обртаја у минути поред коришћења лаганог Тремец шестостепеног мануелног мењача, адаптера за филтер уља, хладњака моторног уља и предњег и задњег подоквира ГТ350. Меч 1 такође користи делове из ГТ500, укључујући систем за хлађење задње осовине, задњи прстен и задњи дифузор.
- VI генерација, предњи поглед
- VI генерација, задњи поглед, купе
- VI генерација, задњи поглед, кабриолет
- Седиште и појас
- Ентеријер
- Инструмент табла
- Мултимедија Ford SYNC 2
- Наслон за руку и остава
- Касета
- 2.3 L EcoBoost GTDi
- 5.0 L Coyote
- Пртљажник
- VI генерација, редизајн, предњи поглед
- VI генерација, редизајн, задњи поглед, купе
- Ентеријер, редизајн

### Седма генерација (2024–)
Форд је представио мустанг седме генерације на Салону аутомобила у Детроиту 14. септембра 2022. у специјалном догађају под називом „Стампедо“.
- VII генерација, предњи поглед